# As Moendas
As Moendas é um quarteto vocal brasileiro formado em Aracaju no ano de 1970 pelas irmãs Lina, Adi, Dina e Bel Sousa. No início, se chamava Instant 4, em referência à primeira composição musical de Lina em parceria com Theotônio Neto. Depois de explorar todos os espaços possíveis em Sergipe, inclusive gravando em Salvador o compacto duplo "Retratos de Aracaju" com músicas do jornalista Hugo Costa, o grupo foi descoberto e depois contratado pelo empresário, médico e músico Hermano Thomaz Silva, um baiano proprietário de uma casa de shows chamada "Moenda". Em Salvador, o quarteto conheceu muitos artistas brasileiros e estrangeiros, dentre eles, o poeta Vinicius de Moraes, na época morador do bairro de Itapuã.
Vinicius conheceu as garotas e idealizou o show "Vinicius sois entre as mulheres", apresentado no Teatro Vila Velha, com o quarteto feminino e ainda uma pianista e flautista. Em 1975, foram contratadas para uma temporada na cidade de São Paulo, mais tarde se transferindo para lá.
As Moendas acompanharam artistas como Chico Buarque, Milton Nascimento, na gravação da música O cio da terra, do disco "Journey To Dawn"; e principalmente a dupla Toquinho e Vinicius de Moraes. Este último se encantou pelo uníssono das quatro cantoras que acabaram contribuindo vocalmente em shows e nas gravações dos dois últimos discos da dupla: "10 Anos de Toquinho e Vinicius" e "Um Pouco de Ilusão".
Atualmente, As Moendas é formada em dupla por Lina e Adi. Porém, foi através do sucesso como quarteto que as duas obtiveram visibilidade na Bahia e em São Paulo. Além disso, estiveram presentes em diversos programas de televisão como "Os Trapalhões", "Fantástico", "Jornal Hoje", "Hebe Camargo", entre outros. Também participaram de trilhas sonoras, como a do filme "Iracema, a Virgem dos Lábios de Mel", com Toquinho; e a da novela "Rosa Baiana", da TV Bandeirantes, esta última juntamente com o cantor e compositor Xangai.

## Discografia
- Instant 4 - Retratos de Aracaju - (1973 - JS Discos Compacto Duplo)
- Brasil Brasileiro - Gravado na Itália em 1985 (1997 - CD)
- O Jeito da Volta (2012 - Ishtar CD)

## Participações em discos
- Milton Nascimento - "Journey To Dawn" (1979 - A&M Records LP/CD)
- Toquinho e Vinicius de Moraes - "10 Anos de Toquinho e Vinicius" (1979 - Philips/Polygram LP/CD); "Um Pouco De Ilusão" (1980 - Ariola LP/CD)
- Trilha Sonora - "Rosa Baiana" (1981 - Clark LP)
- Carlos Pitta - "Coração de Índio" (1982 - Continental LP)
- Leyve Miranda - "Nova Civilização" (1982 - LM Discos LP)
- Vários Artistas - "Retratos de Aracaju" (2007 CD)

## Televisão
- Os Trapalhões - TV Tupi
- Almoço Com As Estrelas - TV Tupi
- Brasil Som 75 - TV Tupi
- Programa Silvio Santos - TV Tupi
- Fantástico
- Jornal Hoje
- Flávio Cavalcanti - TV Bandeirantes
- Hebe Camargo - TV Bandeirantes

## Trilhas sonoras
- Iracema, a Virgem dos Lábios de Mel - 1979
- Rosa Baiana - TV Bandeirantes - 1981